# Вікторія Клей Гейлі

Вікторія Клей Гейлі, у публікації 1917 року.

Вікторія Клей Гейлі (1877 , Мейкон, Міссісіпі ), згодом Вікторія Клей Роланд — американська суфражистка, керівниця клубів, очільниця банку та збирачка коштів у Сент-Луїсі, штат Міссурі, а потім у Чикаго.

## Ранній життєпис
Вікторія Клей народилася 1877 року в Мейконі, штат Міссісіпі у США. Вона виросла в Сент-Луїсі у родині Семюеля Клея та Шарлотти Вільямс Клей. Вікторія закінчила середню школу Самнера в Сент-Луїсі в 1895 році і навчалася в бізнес-коледжі в Чикаго.

## Кар'єра
Вікторія Клей викладала в школі з 1900 року до шлюбу в 1904 році. Вона була першою віцепрезидентом Асоціації молодих християнок у Сент-Луїсі і два терміни обиралася до ради уповноважених Державної промислової школи для темношкірих. Вона також працювала редакторкою щотижневої газети St. Louis Afro-American і писала оповідання. Крім того, обиралася до Національної асоціації чорної преси.
Вікторія Клей Гейлі була очільницею Федеративних клубів кольорових жінок Сент-Луїса в 1913 році, коли в місті відбулася велика регіональна конференція з виборчого права. Гейлі приїхала, хоча готель, де проходила конференція, зазвичай не обслуговував темношкірих гостей. Керівництво готелю та деякі інші учасники попросили її піти, але вона залишилася на своєму місці, і керівництво конференції захищало її присутність. Наступного року вона повернулася на ту саму конференцію в Де-Мойн, штат Айова.
Гейлі була активною діячкою в складі Національної асоціації клубів кольорових жінок. Вона входила до виконавчого комітету будинку Фредеріка Дугласа, проєкту збереження історії NACW. У 1914 році її клопотання передало NACW схвалення роботи її подруги, Мадам Сі Джей Вокер. Під час Першої світової війни вона очолювала відділення кольорових жінок Ради національної оборони в Сент-Луїсі і очолювала Комісію заощадження кольорових жінок у Міссурі.
Гейлі брала активну участь у роботі республіканської партії в Сент-Луїсі. Вона була заступницею делегації штату Міссурі на Національному з'їзді Республіканської партії 1920 року. У 1921 році обрана очільницею Західного округу Національного республіканського комітету роботи з темношкірими виборцями. Вікторія Клей Гейлі також була активною в церковній роботі і була обрана Великою Матроною Ордену Східної Зірки в Міссурі. Вона також була «chief of the St. Louis division of the Grand Fountain of the United Order of True Reformers» у 1912 році.
У 1920-х роках вона входила до складу виконавчої ради Національного банку Дугласа в Чикаго. У 1926 році була призначена головою Національного фонду штабу NACW, щоб зібрати гроші для національного штабу.

## Особисте життя
Вікторія Клей взяла шлюб з Джеймсом Л. Гейлі в 1904 році. Подружжя розлучилося в 1921 році. Невдовзі після цього вона переїхала до Чикаго і там була відома як Вікторія Клей Роланд.